# 密脉海桐
密脉海桐（学名：Pittosporum densinervatum），为海桐花科海桐花属下的一个植物种。